# Elektrid

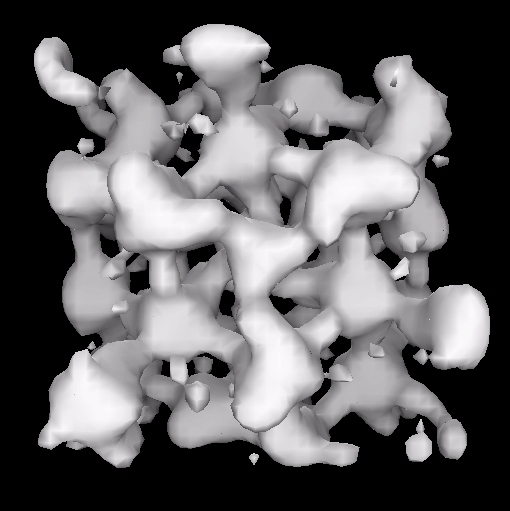
Hålrum och kanaler i elektrid.

En elektrid är ett salt där anjonen är en solvatiserad elektron. De tidigast ingående studerade elektriderna var lösningar av alkalimetaller i ammoniak. Då natrium löses i vattenfri ammoniak erhålles en blå lösning av [Na(NH3)6]+ och solvatiserade elektroner. Sådana lösningar är starkt reducerande, vilket visas av att de kan användas vid Birchreduktioner. Om ammoniaken får avdunsta återstår en spegel av natrium. Lösningarna förlorar så småningom sin färg då elektronerna reducerar ammoniaken:
[2 Na(NH3)6]+e−   →  2 NaNH2  +  H2 + 10 NH3
Tillsats av 2,2,2-kryptand till en lösning av [Na(NH3)6]+e− ger [Na(2,2,2-krypt)]+e− och avdunstning av lösningsmedlet ger ett blåsvart paramagnetiskt salt med formeln [Na(2,2,2-krypt)]+e−. Detta sönderfaller vid temperaturer över 240 K. I dessa salter är elektronen delokaliserad mellan katjonerna. Förutom kryptander har också kronetrar använts för att skydda katjonen i elektrider och därigenom göra dem mer stabila.
Organiska elektrider som är stabila vid rumstemperatur har syntetiserats, baserade på organiska derivat av 222-kryptand.
Elektrider är paramagnetiska och Mottisolatorer. Det finns starka teoretiska skäl att anta att nyligen beskrivna former av natrium och litium vid höga tryck som är isolatorer är elektrider.